# Les Femmes (cantate)
Les Femmes est une cantate profane composée en 1708 par le compositeur français de musique baroque André Campra dans son premier livre de cantates.
Le texte (par 'Monsieur Roy') décrit la souffrance causée par l'amour.
Il dresse la liste des caractéristiques peu séduisantes de certains types de femmes comme la coquette, la prude, la jalouse, la belle, la savante et l'indolente :

« La coquette nous trahit,

La prude nous désespère,

Et la jalouse en colère

Irrite qui la chérit.

La belle est capricieuse,

La savante audacieuse

Tirannise qui la suit.

L'indolente est ennuyeuse,

Ses insipides langueurs

Ne font qu'endormir nos chœurs. »

Il évoque le réconfort que le poète trouve dans la beauté de la nature, ce qui l'amène à renoncer pour toujours au sexe féminin.
Le compositeur néerlandais Quirinus van Blankenburg publie en 1715 sa cantate L'Apologie des Femmes en réponse à la cantate de Campra. Il y dresse la liste des traits positifs des femmes dénigrées par Campra et conclut que les excès de l'amour sont de loin préférables à la mélancolie et à l'indifférence.

## Discographie
- Cantates, Campra, Les Arts Florissants, William Christie, CD Harmonia Mundi (HMA 1951238), 1986

Jean-François Gardeil, baryton
- Les Femmes, French Cantatas by Campra, Van Blankenburg, Leclair, Academy of the Begynhof Amsterdam, CD Globe (GLO 5055), 1992

Maarten Koningsberger, baryton